# L'Histoire apparemment sans fin
L'Histoire apparemment sans fin (France) ou La Déprime en cinq temps (Québec) (The Seemingly Neverending Story) est le 13e épisode de la saison 17 de la série télévisée d'animation Les Simpson.

## Synopsis
Le scénario de cet épisode ne suit pas le schéma habituel et fait intervenir une série d'histoires enchâssées.
L’épisode est en fait une histoire que raconte Bart au principal pour expliquer son manque de temps pour étudier.
La famille Simpson se rend aux Grottes du père de Carl, Homer y cause une catastrophe et tout le monde se retrouve prisonnier dans une salle de la grotte. Homer est coincé dans un conduit et Lisa décide de rester avec lui. Elle lui raconte une histoire pour passer le temps.
- (récit de Bart)
  - (intention d'Homer)
    - Récit de Lisa : Elle rentre de l'école en passant par la forêt et rencontre un mouflon qui la poursuit. Elle court pour lui échapper et rentre dans la propriété de monsieur Burns. L'animal les poursuit dans la maison et les deux protagonistes se réfugient dans le grenier de Burns. Lisa y trouve une photo de Burns travaillant chez Moe. Celui-ci lui raconte comment il en est arrivé à exercer ce métier.
      - Récit de Burns : Lors d'une séance à son club privé, un riche texan insulte Burns et les deux hommes se battent en duel. Burns perd toutes ses propriétés et trouve un emploi de garçon de salle chez Moe. En faisant le ménage, il trouve une lettre-testament écrite par Moe et l'ouvre. Cette dernière narre l'histoire du « trésor de Moe ».
        - Récit de Moe, lu par Burns : Moe et Madame Krapabelle sont tombés amoureux, or Edna exècre l'alcoolisme et, pour la séduire, Moe doit vivre sur ses économies et finit ruiné. Alors qu'il se demande où trouver de l'argent, Le Serpent (alors encore honnête et exerçant le métier d'archéologue) entre dans la taverne avec un sac rempli de pièces d'or. Moe décide de le voler et espère pouvoir passer le reste de sa vie avec Edna. Ils se rendent à l'école pour qu'elle puisse démissionner, mais elle revient quelques instants plus tard et dit à Moe qu'elle doit rester à l'école.
          - Récit d'Edna : En arpentant les couloirs de l'école, elle trouve Bart prétendant être en retenue pour tout l'été, elle décide alors de rester pour l'aider à s'améliorer (on apprend lors d'une intervention de Bart qu'il faisait simplement une diversion pour aider Nelson à voler des microscopes).

        - Retour au récit de Moe : Se retrouvant célibataire, il reste dans sa taverne, à dépenser les pièces d'or du serpent dans le juke-box.

      - Retour au récit de Burns : Ayant appris ce secret, Burns ouvre le juke-box, trouve les pièces d'or et va racheter ses biens au texan. Celui-ci lui laisse tout, à l'exception de sa centrale qu'il ne pourra récupérer qu'après avoir rapporté une photo de lui avec un enfant souriant.

    - Retour au récit de Lisa : Le mouflon arrive à monter dans le grenier. Burns décide de protéger Lisa et se fait charger par l'animal. Pour le remercier, Lisa fait une photo d'elle et Burns. Celui-ci peut alors récupérer sa centrale. On apprend à cet instant que le mouflon voulait seulement rapporter son collier de perles à Lisa.

  - Récit d'Homer : Homer s’était caché dans la forêt et vit le texan cacher l'or dans la grotte. Voulant se l'approprier, il organisa une fausse sortie de famille dans la grotte. Dans la scène finale, le texan, Burns, Moe et Le Serpent sortent de l'ombre et se disputent le trésor, mais Marge jette l'or au fond de la grotte.
- Fin du récit de Bart à Skinner pour lui expliquer qu'il n'a pas eu le temps de réviser pour son contrôle de géographie.